# Önkéntes egyszerűség

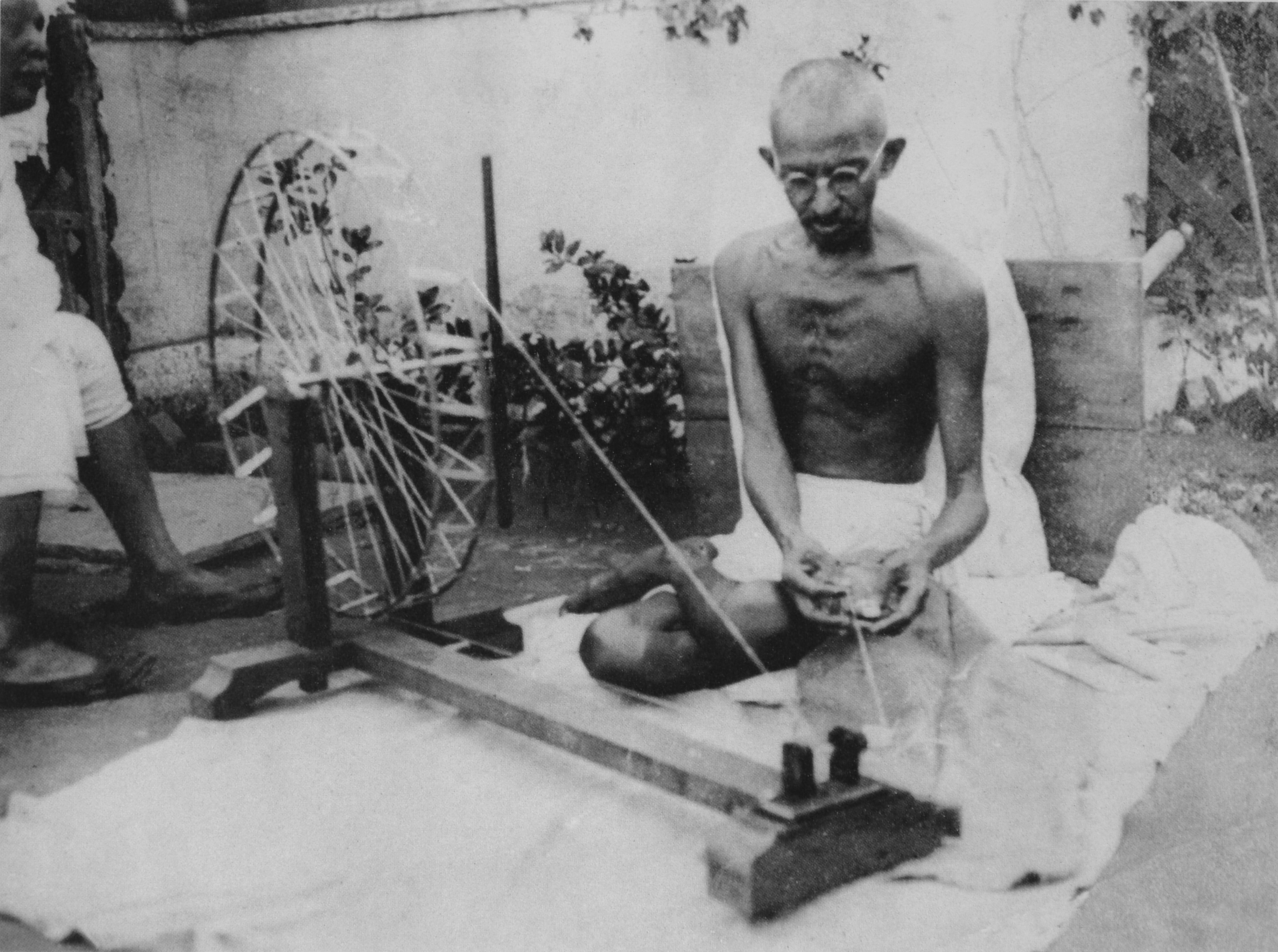
Mahatma Gandhi fonás közben

Az önkéntes egyszerűség (más néven minimalizmus vagy tudatosan egyszerű életmód, angolul simple living, minimalism, voluntary simplicity vagy downshifting) számos különböző, önként vállalt cselekvés és stratégia gyűjtőfogalma, amellyel az egyén tudatosan szembehelyezkedik a fogyasztói társadalom tendenciájával és a konzumizmussal. Jellemzője, hogy az egyén megelégszik azzal, amire szüksége van, szemben azzal, amit meg akar szerezni magának. Az önkéntes egyszerűség tudatos részvétel egy olyan világban, amely nagyobb lábon akar élni, mint amit a Föld tartalékai lehetővé tesznek számára.

## Háttér
Az irányzatot meg kell különböztetni a szegénységtől, amelybe általában élethelyzetéből fakadóan kényszerülnek az emberek, míg előbbi önkéntes, tudatos választás eredménye. A jelenséget olykor minimalizmusnak is nevezik, de ezt a kifejezést gyakran használják az önkéntes egyszerűség extrém formáira is.
Különbséget kell tenni az önkéntes egyszerűség és a puszta takarékosság, újrahasznosítás, önellátás között is. Az irányzat képviselői nem a "vissza a természethez" jelmondatot követik, sokkal inkább több józanságot és érzékenységet keresnek a társadalomban, amely teljesen elszakadt a természettől. Legtöbbjük nem vonul vissza egy tanyára, hanem éppen ott igyekszik kialakítani egy megnyugtató, fenntartható életmódot, ahol él.
Az önkéntes egyszerűség nem nevezhető egységes jelenségnek, választásának okai sokrétűek lehetnek és az adott személytől függnek: összefügghet a lelkiséggel, hittel, a kiegyensúlyozott életmódra való törekvéssel, a takarékossággal, lehetnek egészségügyi okai, magyarázható a környezetvédelemmel és az ökológiai lábnyom csökkentésére vagy éppen a minőségi idő növelésére irányuló vággyal, de azzal is, hogy küzdjünk a társadalmi egyenlőtlenség ellen. A mozgalom követői közül sokan együtt érző aggodalommal kezdenek viseltetni a világ szegényei iránt. Az egyszerűbb életvitel elősegíti az embertársakkal való rokonság érzetének kifejlődését és ezáltal azt, hogy figyelembe vegyük a társadalmi igazságosságot és egyenlőséget a világ erőforrásainak használatában.
Ennek megfelelően az önként vállalt egyszerűség skálája nagyon széles lehet: a civilizált társadalmat teljes egészében elutasító, nomád életmódot folytató emberek éppúgy magukénak vallják a gondolatot, mint a konzumizmussal szemben csupán kritikus véleményt megfogalmazó személyek. Az önkéntes egyszerűséget vallók különféle nézőpontjai így adott esetben ellent is mondhatnak egymásnak. Minden esetben jellemző azonban a saját fogyasztói szokások alapos megfigyelése és értékelése, valamint öt, egymással szorosan összefüggő érték jelenléte: az anyagi egyszerűség, az emberi lépték, az önállóság, az ökológiai tudatosság és a személyes növekedés értékei.

## Jellemzők

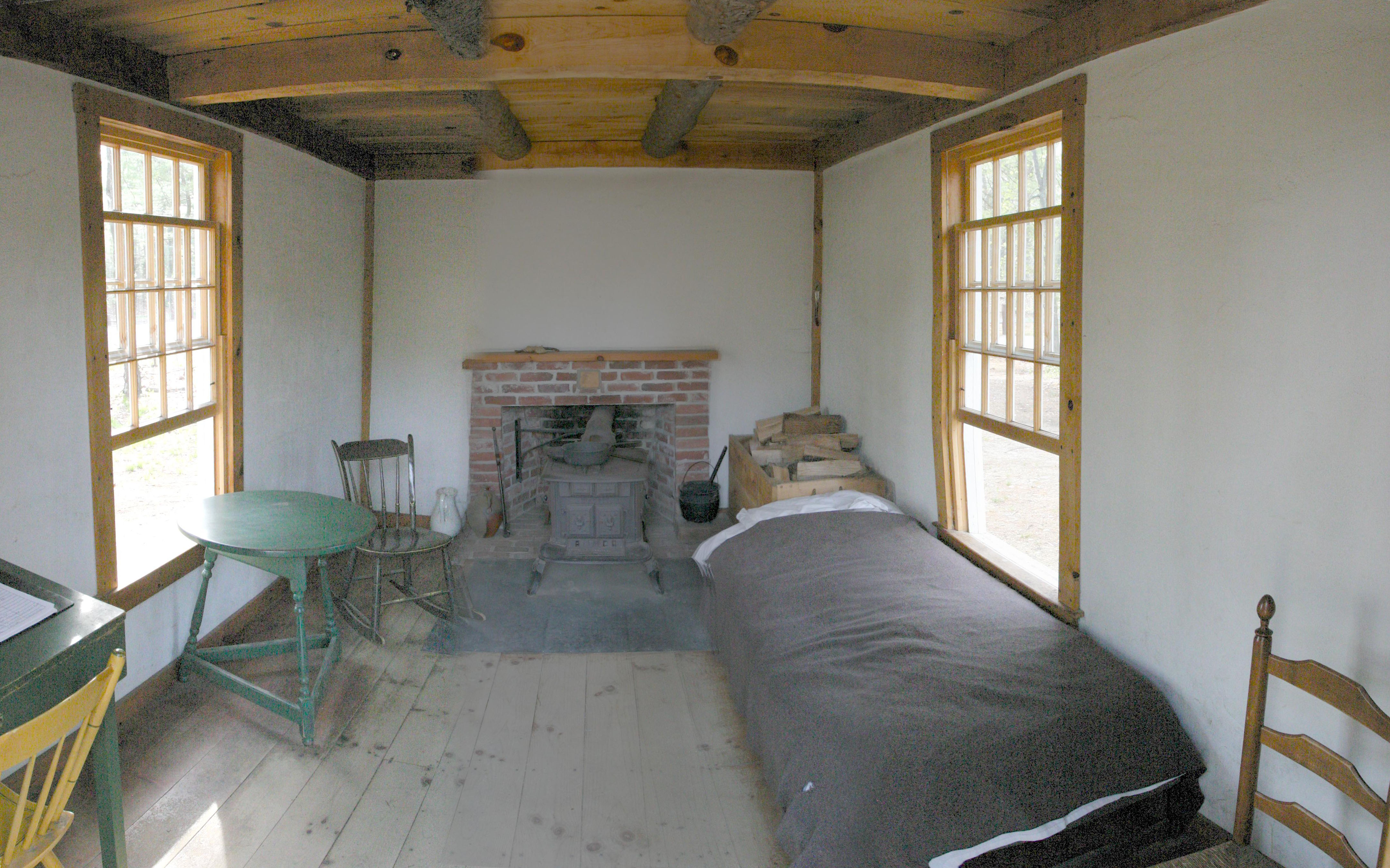
H. D. Thoreau egyszerű berendezésű faházának rekonstrukciója a 19. század közepéről

### Az anyagiasság kritikus szemlélése
Az egyszerű életmód követői jellemzően arra törekszenek, hogy megszabaduljanak a fogyasztói társadalom elvárásaitól. Fontosabbnak tekintik a személyes függetlenséget, mint az anyagi növekedést, hiszen ez utóbbi meggyőződésük szerint gyakran gátat szab személyi fejlődésünknek és elégedetlenné tesz bennünket.
Az életmód képviselői között olyan extrém példák is megtalálhatók, amelyekben az illető teljes egészében pénz nélkül tud boldogulni. Tudatosan kerülik a csupán időtöltésből vagy puszta szórakozásból való vásárlást, ehelyett ezen a téren is tudatosságra törekszenek. Sok esetben előnyben részesítik a használt termékeket forgalmazó boltokat. A fogyasztással párhuzamosan különösen odafigyelnek a háztartásban keletkező hulladékra és annak szelektálására, újrahasznosítására is.
Fontos megjegyezni, hogy a hasonlóságok ellenére az önkéntes egyszerűség nem aszkézist jelent, sokkal inkább tudatos döntést arról, mi és mennyi "elegendő" számunkra. Ebből következően szembehelyezkedik a pusztán az élvezeteket hajhászó, féktelen és korlátlan hedonizmussal. Ennek megfelelően az életmód követői sokféle megoldást választanak arra, hogy egyszerűbbé tegyék életüket. Ezekben közös, hogy kevesebb anyagi fogyasztásra és jobb életminőségre törekszenek:
- kevesebbet akarnak dolgozni, így több idejük lesz
- olyan hivatást választanak, amely nagyobb személyes elégedettséggel jár
- kisebb otthonba költöznek
- a városból vidékre költöznek
- elkezdenek kertészkedni, földet művelni
- eladják autójukat és a közösségi közlekedést használják
- önkéntes munkát vállalnak, aktívabbá válnak a közösségükben
- újrahasznosítják és megjavítják az elromlott tárgyaikat.[2]

### A felgyorsult világ és az ingergazdag környezet kritikája
Az irányzat követői kritizálják a felgyorsult világot és az ezáltal keletkező hátrányokat, ami gyakran együtt jár a túlságosan sok ingerrel, amelyet az ember már csak nagy nehézségek árán tud feldolgozni. Ezzel összefüggésben erőteljesen bírálják a médiát és a reklámokat, amely manipulálja az embereket.
Ebből következően az önkéntes egyszerűség követői előtérbe helyezik saját életük lassítását (slow movement). A rövid élettartammal rendelkező, eldobható és újra és újra megvásárolandó termékek fogyasztását időpocsékolásnak, pénzkidobásnak és az erőforrások elkótyavetyélésének vélik.

### A technológia jelentőségének átértékelése
Az önkéntes egyszerűség propagálói kritikusan szemlélik a technológiai fejlődést és annak szerepét. Számtalan előnye mellett jól ismerjük az internet negatív hatásait is. Ezek közé tartozik a számítógépes játékok féktelen használata, de a napi e-mail áradat is, amelyet valamiképpen kezelni kell. Az irányzat követői általában ezen a téren is tudatosabb használatot alakítanak ki a maguk számára, például szándékosan csak kétszer-háromszor néznek rá napközben az e-mailjeikre, nem válaszolnak azokra rögtön stb.

### Az önellátottság fokának növelése
Az eszme követői sok esetben fontosnak tekintik, hogy kevésbé vagy egyáltalán ne függjenek másoktól az étellel, itallal való ellátottság tekintetében, de például ház körüli munkák esetében sem. Az élet egyszerűsítésének egyik módja éppen az, hogy növeljük önellátottságunkat és ezzel párhuzamosan csökkentsük függésünket a pénztől és a gazdaságtól.
Az önkéntes egyszerűség követői a Földdel való bensőséges kapcsolatot és tiszteletteljes törődést kezdenek érezni a természet iránt. Tudatában vannak annak, hogy a Föld ökológiája része a mi kiterjesztett testünknek, így kezdenek olyan módokon cselekedni, ami nagyobb törődést fejez ki annak jóllétével kapcsolatban. Igyekeznek megszerezni olyan személyes készségeket is, amelyek növelik az önállóságot és csökkentik a szakemberektől való függést a mindennapi igények kielégítésében.

### A lakókörnyezet átértékelése és átalakítása
A gondolkodásmód alapvető célja, hogy viszonylag kevés dolgot birtokoljon az ember, hiszen ezáltal kevesebb energiát kell fordítania azok beszerzésére, finanszírozására, karbantartására és megőrzésére. A tárgyak rendszeres leselejtezése, eladása vagy elajándékozása központi részét képezi az elgondolásnak. Különösen igaz ez azokra a használati tárgyakra, amelyeket sok ember hajlamos felhalmozni élete során: így például a ruhákra, cipőkre, könyvekre, bútorokra vagy éppen háztartási gépekre.
Mindez egyes esetekben odáig vezethet, hogy az illető kisebb lakásba vagy házba költözik, illetve egy bizonyos számra (például százra) korlátozza a tulajdonában lévő tárgyak mennyiségét.
Az önkéntes egyszerűség hívei a kisebb méretű, ember-léptékű élettereket és munkakörnyezetet részesítik előnyben, hiszen ezek elősegítik a közösségi érzés kialakulását, a szemtől szembeni kapcsolatot és az egymással való törődést. A lakó- és munkakörnyezettel összefüggésben gyakran megváltoztatják közlekedési módjukat: sokkal nagyobb hangsúlyt kap a tömegközlekedés, az autókölcsönzés, a kisebb és üzemanyag-takarékos autók használata, a munkahelyhez közeli lakóhely, a kerékpározás és a gyaloglás.

### Az étrend átalakítása
Szintén széles körben elterjedt az egyszerű és főként egészséges étrend követése, tudatos ellenzése minden olyan terméknek, amely rombolja az ember egészségét. Ha tehetik, inkább saját maguk főznek, nem készételeket fogyasztanak, vagy csak főleg nyers növényi táplálékot esznek. Mindez gyakran a vegetarianizmus, veganizmus vagy nyers vegetarianizmus követéséhez vezet.

## Történelmi előzmények

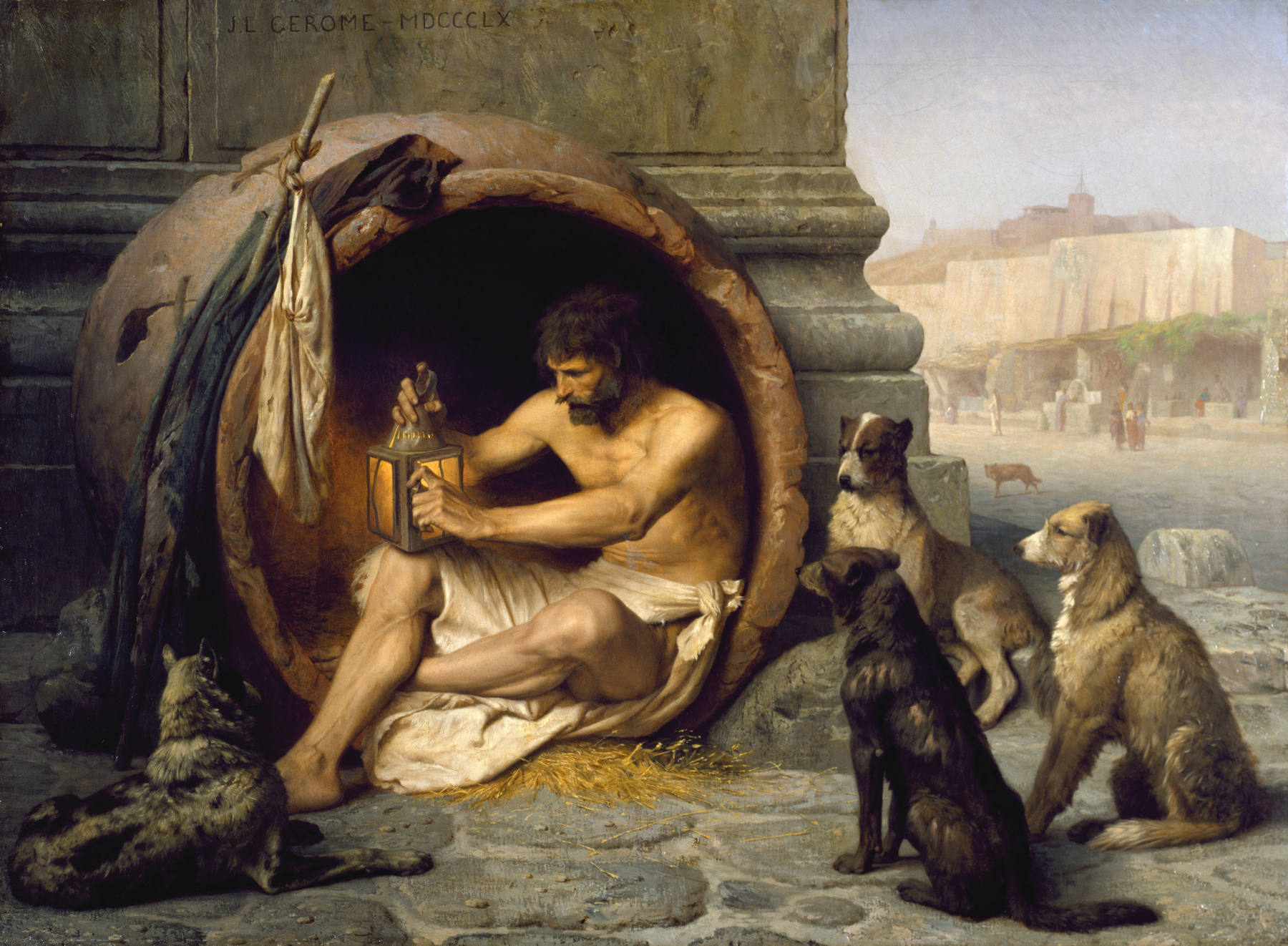
Gerome festménye Diogenészről

Számos vallási és spirituális mozgalom propagálja az önkéntes egyszerűség eszméjét, amelyet követendő célként vagy kimondottan a kiteljesülés egyetlen útjaként jelölnek meg. A keresztény, iszlám, hindu és buddhista koldulórendekben kiemelkedő szerep jut annak, hogy a szerzetesek mondjanak le az anyagi javak felhalmozásáról. A legelső keleti vallási képviselők között szokták emlegetni Zarathustrát, Buddhát, Lao-cét és Konfuciuszt. Jézus és Mohamed próféta is az egyszerű életre buzdította követőit. Előbbiről Márk evangéliuma (6,8-9) így ír: "Meghagyta nekik, hogy az útra ne vigyenek semmit, csak vándorbotot; sem kenyeret, sem tarisznyát, sem pénzt az övükben. Sarut kössenek, de két ruhadarabot ne vegyenek magukra."
A tudatosan egyszerű életmód világi gyökerei visszavezethetők egészen a sztoikus filozófiáig, az ókori görög cinikusokig (Szinópéi Diogenész) és Platónig.
Az epikureizmus empirista felfogású filozófia szerint, amely Epikurosz után kapta a nevét, a legnagyobb öröm a félelemtől való mentesség és a nyugalom. Ezeket a tudáson, barátságon és önmegtartóztatáson keresztül lehet elérni. Aszkézissel határos erényes és visszafogott életvitelt hirdetett.
A történelem során számos ember állította, hogy spirituális inspiráció hatására választotta az önkéntes egyszerűséget, így például Nursiai Szent Benedek, Assisi Szent Ferenc, Rabindranáth Tagore, Albert Schweitzer, Lev Tolsztoj és Mahatma Gandhi. Jean-Jacques Rousseau több helyen is méltatja az egyszerű életvitelt, így például az Értekezés művészetekről és tudományról (1750) és az Értekezés az emberek közti egyenlőtlenség eredetéről és alapjairól (1754) című művében.
Az Amerikai Egyesült Államokban az eszme korai képviselői között említhetjük a kvékereket és az amishokat Ott a mozgalom számára a valódi áttörést Ralph Waldo Emerson és Henry David Thoreau hozta meg életvitelével és írásaival a 19. század derekán. Thoreau 1845 és 1847 között egy saját kezűleg épített kunyhóban élt a Concordhoz közeli Walden-tó partján. Az a föld, ahol felépítette a faházat, Emersoné volt. Gyűjtögetésből, halászatból, növénytermesztésből és mások számára végzett fizikai munkából tartotta fenn magát, de ideje nagy részét csendes elmélyüléssel, a természet megfigyelésével és leírásával töltötte. Azt vallotta, hogy a civilizáció rombolja a természetet, és az embert megfosztja attól, hogy figyelmét teljes egészében a lét fontos kérdéseinek szentelhesse; az emberi kultúrának a természethez kell igazodnia. A természethez fűződő eme viszonyáról jelent meg 1854-ben Walden című műve.
A voluntary simplicity ("önkéntes egyszerűség") fogalmát Richard Gregg amerikai filozófus alkotta meg 1936-ban, The Value of Voluntary Simplicity című művében.

## A mozgalom ma
A pénz háttérbe szorítása az irányzat bizonyos képviselőinél odáig vezetett, hogy teljesen lemondanak annak használatáról és hatásairól: ilyen élet mellett döntött a német Heidemarie Schwermer 1996-ban, valamint az amerikai Daniel Suelo 2000-ben és Mark Boyle 2008-ban.
Kevésbé rigorózus minimalista életet hirdetnek például az alábbi, interneten nagy népszerűségre szert tett amerikaiak: Leo Babauta, a Zen Habits, 2007-ben indult blog szerzője, Joshua Fields Millburn és Ryan Nicodemus, akik a The Minimalists ("A minimalisták") néven váltak ismertté az interneten 2010-ben és magyarul is megjelent egy könyvük, valamint Joshua Becker, aki 2008 óta a Becoming Minimalist blog szerzője.
Az életmóddal szemben kritikusak leggyakrabban a mozgalom elüzletiesedésére és álvallásosságra szoktak hivatkozni. Az önkéntes egyszerűség ugyanis hatalmas üzlet is: a könyvkiadás, a szemináriumok, tanácsadások és tagdíjak rengeteg bevételt termelnek az adott személynek, szervezetnek. Ebben pedig nemcsak maga a forgalom mértéke kritizálható, hanem az üzenet is, mely szerint úgy tudunk kevesebbet költeni, ha vásárolunk.
Hasonló problémákat vet fel az álvallásosság problémája is. Az önkéntes egyszerűségnek valóban létezik olyan vetülete, amely a lelki boldogsághoz vezető útról szóló könyvek spiritualizmusán és a különböző vallások, filozófiák szépen csomagolt, felszínes keverékén alapul. Az eredeti elképzelések is tartalmaznak ugyan bizonyos lelkiséget, de a vallásos érzület nem kötelező előfeltétele az önkéntes egyszerűségnek.
Az önkéntes egyszerűség eszméjének híres képviselői között említhetjük Ferenc pápát, aki egyszerű életmódot folytat. Érsekként sem tartott autót, ehelyett tömegközlekedéssel járt; ha Rómába kellett utaznia, turistaosztályon repült. Szerény lakásban lakott az érsekség épületében, és elődje bíborosi öltözetét használta, de szívesebben járt egyszerű fekete öltözékben. Ez a szerénysége a pápává választása után is megmutatkozik.
Jó példa José Mujica is, aki uruguay-i elnökké választása után nem költözött be az elnöki palotába, hanem eszméjéhez híven továbbra is igen szerény életkörülmények között élt. Elnöki fizetésének pedig mintegy 90 százalékát jótékonysági célokra fordította.
Az amishok életvitele a Biblia alapján  továbbra is a világtól való elkülönülés. A régimódi amishok (Old Order Amish) nagyon egyszerű életet élnek, mert nézetük szerint a modern életvitel és technika káros az emberre, ami eltéríti az alázattól és büszkévé teszi őt.
A divatban a minimalizmust képviseli például a kapszulagardrób fogalma.

## Ajánlott irodalom
- Kocsis Tamás: A materializmustól a teljes emberig
- Edward de Bono: Simplicity. A zseniálisan egyszerű; ford. Horváth Balázs; Manager, Budapest, 2007
- Joshua Fields Millburn–Ryan Nicodemus: Minimalisták. Minden, ami igazán fontos; ford. Vándor Éva; Athenaeum, Budapest, 2014
- Julia Hobsbawm: Az egyszerűség elve. Hat lépés a tisztánlátás felé egy komplex világban; ford. Tóth Katalin; Pallas Athéné, Budapest, 2021
- Joshua Fields Millburn–Ryan Nicodemus: Az embereket szeresd, ne a tárgyakat. A minimalizmus dicsérete; ford. Garamvölgyi Andrea; HVG Könyvek, Budapest, 2023

- |  | A Wikimédia Commons tartalmaz Önkéntes egyszerűség témájú médiaállományokat. |
- |  | A magyar Wikidézet további idézeteket tartalmaz Önkéntes egyszerűség témában. |
- |  | A magyar Wikikönyvek további információkat tartalmaz Önkéntes egyszerűség témában. |